# Henryk Kot
Henryk Kot (ur. 20 września 1927 w Poznaniu, zm. 25 listopada 2008 tamże) – polski artysta malarz i grafik. Wieloletni współpracownik „Głosu Wielkopolskiego”.
Umiłowanie sztuki odziedziczył po matce, która przed pierwszą wojną światową była damą do towarzystwa hrabiny Marii Czarneckiej z Dobrzycy. W 1950 roku ukończył Państwowej Wyższej Szkole Sztuk Plastycznych w Poznaniu na wydziale malarstwa. Osiągnął specjalizację w malarstwie ściennym i konserwatorstwie. Wykonywał i rekonstruował polichromie w blisko 50 obiektach sakralnych i świeckich na terenie Poznania i Wielkopolski. Był mistrzem rysunku i pejzażu historycznego. Swoją wizję dawnego i współczesnego Poznania przedstawił na łamach „Głosu” w 597 grafikach.

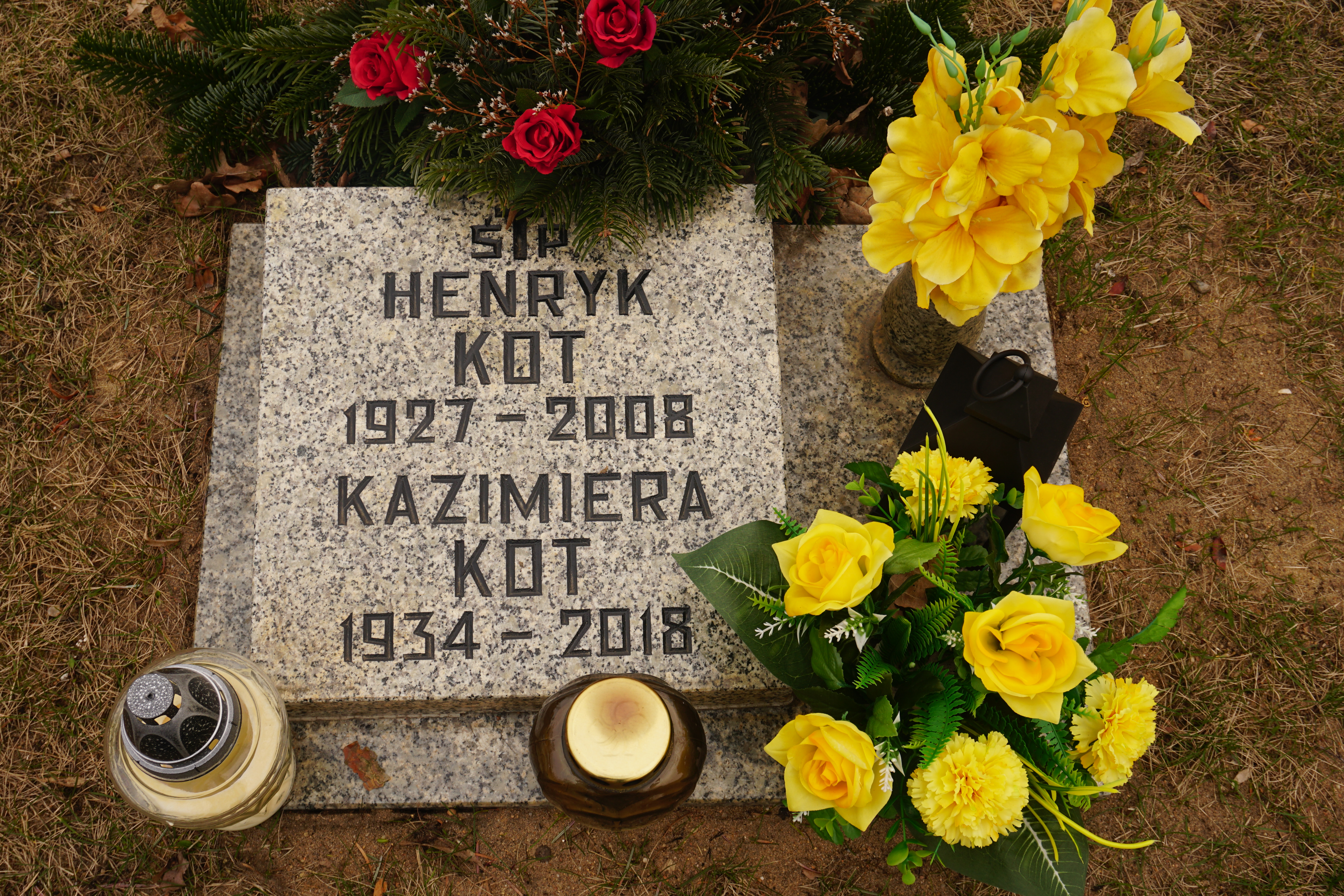
Grób Henryka Kota na Cmentarzu Junikowskim

Pochowany został na Cmentarzu na Junikowie w Poznaniu (pole 5-6-15-13).

## Współautor książek
- Henryk Kot – Poznań w grafice z tekstami Grzegorza Sporakowskiego, Wydawnictwo „Bonami”, Poznań (2003), ISBN 83-85274-93-6